# ネオショ級給油艦
ネオショ級給油艦（英語: Neosho-class fleet replenishment oiler）とは、アメリカ海軍の給油艦の艦級。

## 概要
同級はアメリカ海軍にとって第二次世界大戦後初めて新規に建造された給油艦である。補給部隊の旗艦として行動できるよう設計されており、小規模ではあるが司令部施設を備えている。
個艦兵装については補給艦としては異例なまでの重装備で、艦の前後に38口径5インチ単装両用塔の砲塔が1基ずつ、50口径3インチ連装速射砲が艦の前部に2基、艦後部の上部構造物の4角に1基ずつの計6基搭載されていた。
しかし後の1960年代にヴァートレップ用のヘリコプター甲板を設置する際に後部の5インチ砲塔が撤去され、その他の武装も1976年から1980年にかけて6隻全てが軍事海上輸送司令部（MSC）に移管された際に全て撤去された。
冷戦終結後の軍縮に伴い、1991年から1992年までに全艦が退役した。

## 同型艦
艦番号と艦船接頭辞は、MSC移管前のもので表記する。

MSC移管後は、艦番号の艦種識別符号の先頭にT-が付けられ、艦船接頭辞もUSNSに変化するが、それ以後の番号と艦名は変化が無い。
| 艦番号 | 艦名                           | 造船所                                  | 起工            | 進水            | 就役            | MSC移管         | 退役           | 出展 |
| ------ | ------------------------------ | --------------------------------------- | --------------- | --------------- | --------------- | --------------- | -------------- | ---- |
| AO-143 | ネオショ USS Neosho            | ベスレヘム・スチール フォアリバー造船所 | 1952年 9月2日   | 1953年 11月10日 | 1954年 9月24日  | 1978年 5月25日  | 1992年         |      |
| AO-144 | ミシシネワ USS Mississinewa    | ニューヨーク造船所                      | 1953年 5月4日   | 1954年 6月12日  | 1955年 1月18日  | 1976年 11月15日 | 1991年         |      |
| AO-145 | ハサヤンパ USS Hassayampa      | ニューヨーク造船所                      | 1953年 7月13日  | 1954年 9月12日  | 1955年 4月15日  | 1978年 11月17日 | 1991年         |      |
| AO-146 | カウィシウィ USS Kawishiwi     | ニューヨーク造船所                      | 1953年 10月5日  | 1954年 12月11日 | 1955年 7月6日   | 1979年 10月10日 | 1992年         |      |
| AO-147 | トラッキー USS Truckee         | ニューヨーク造船所                      | 1953年 12月21日 | 1955年 3月10日  | 1955年 11月18日 | 1980年 1月30日  | 1991年         |      |
| AO-148 | ポンチャトーラ USS Ponchatoula | ニューヨーク造船所                      | 1954年 3月1日   | 1955年 7月9日   | 1956年 1月12日  | 1980年 9月5日   | 1992年 8月31日 |      |